# Michiru Kaiō
Michiru Kaiō  (海王 みちる Kaiō Michiru?) alias Sailor Neptune (セーラーネプチューン Sērā Nepuchūn?, o "Guerrero Neptuno" en algunas traducciones) es un personaje ficticio de la serie de anime y manga Sailor Moon. Este personaje es presentado por primera vez en el tercer arco argumental del manga original (conocido por el nombre de "arco Infinito"), así como también en la tercera temporada de la serie de anime de los años 90, llamada Sailor Moon S, y en la temporada 3 de Sailor Moon Crystal. Es una de las guerreras del tipo Sailor Senshi que aparecen en la trama, y dentro del grupo de Sailor Senshi del Sistema Solar pertenece al equipo de las Sailor Senshi del Sistema Solar Externo; que se ocupan de proteger al Reino de la Luna y Milenio de Plata desde tiempos antiguos. 
Ambos nombres por los que se la conoce, Michiru Kaiō y Sailor Neptune, han sido modificados en las traducciones al inglés y al español de esta obra. Por ejemplo, el nombre japonés original de Michiru Kaiō fue traducido al inglés como Michelle Kaioh y en algunas versiones al español como Vicky Kaio, mientras que el nombre de Sailor Neptune fue a veces traducido como Sailor Neptuno o Guerrero Neptuno. 
Michiru Kaiō es la reencarnación de Sailor Neptune, una guerrera del tipo Sailor Senshi que provenía del planeta Neptuno y protegía un reino llamado el Milenio de Plata en su vida pasada. Cuando Michiru recupera la memoria de esa vida anterior, ella vuelve a tener los poderes sobrenaturales que tenía como Sailor Neptune. A partir de entonces ella vuelve a adoptar la identidad y apariencia de Sailor Neptune cada vez que debe combatir el mal junto con Sailor Uranus, y más tarde, también junto a Sailor Moon y sus amigas.

## Perfil
Michiru Kaiō es una adolescente que puede transformarse en Sailor Neptune, guerrera cuyos poderes poseen grandes afinidades con las aguas profundas y con los océanos. Tiene el aspecto de una de muchacha de ondulado cabello verde o turquesa y ojos de igual color, a quien su creadora Naoko Takeuchi ha descrito como Sailor Neptune, la "Guerrera del Mar Profundo"; cuyos poderes representan cualidades del agua marina. La protagonista de la serie, Usagi Tsukino, conoce a este personaje primero en su identidad de Michiru Kaiō y luego en su identidad alterna de Sailor Neptune; sin enterarse de que Michiru Kaiō y Sailor Neptune son la misma persona hasta algún tiempo más tarde.
Presentada en el tercer arco argumental como la inseparable compañera de Haruka Ten'ō (quien también posee un alter ego de justiciera, con el nombre de "Sailor Uranus"), Michiru aparece inicialmente como una estudiante de la Academia Mugen (una escuela para jóvenes superdotados de clase alta); donde ambas se dedican a investigar en secreto a los Death Busters. Ella resulta ser una compañera de escuela de Haruka con la cual tiene una relación muy íntima (son novias). Las dos tienen la reputación de alumnas talentosas y parecen gozar de una elevada posición económica; por medios no especificados. Michiru, por su parte, es caracterizada como una adolescente famosa entre la gente de su edad por ser una joven violinista virtuosa; dueña de una personalidad que otros califican de madura, refinada, tranquila y amable, así como de una gran facilidad para desempeñarse en las artes. Otros personajes también mencionan su sofisticada elegancia y femineidad natural (en algunas versiones, Usagi incluso la define como la imagen de "la princesa ideal"). Sin embargo, con el tiempo, se muestra que bajo su apariencia de madurez Michiru también esconde un rasgo de carácter secretamente mucho más intenso y susceptible de lo que su comportamiento calmo deja entrever; ya que, en ocasiones, revela breves destellos de un lado temperamental el cual en el anime de los 90 es tratado con un tono mucho más serio y controvertido en comparación con el manga, donde se lo muestra más bien como algo cómico (y donde, incluso, se la dota de momentos humorísticos cuando se enfada).
En la tercera temporada, ella y Haruka se cruzan con Usagi Tsukino y sus amigas por primera vez cuando ambas empiezan a aparecerse, repentinamente, en sus batallas, como "nuevas" heroínas del mismo tipo (con un mismo origen en el antiguo Milenio de Plata), y descubren que ambos grupos han estado, sin saberlo, siguiéndole la pista al mismo enemigo. Por un tiempo ellas y Setsuna Meiō, alias "Sailor Pluto" (quien se reúne con ellas más adelante) se muestran, inicialmente, reacias a colaborar con estas últimas; especialmente luego de que se ven forzadas a revelarles las razones de su propia actitud hostil hacia la reencarnada "guerrera de la destrucción", Sailor Saturn (Hotaru Tomoe). Este desacuerdo dura hasta casi el final de la saga, hasta que Sailor Moon finalmente les demuestra que todas ellas y Saturn pueden, a fin de cuentas, luchar en el mismo bando. Una vez resueltos, ya, todos los malentendidos, y tras la derrota de los Death Busters, tanto ella como Haruka, Setsuna y Hotaru desaparecen por algún tiempo de escena. En las siguientes temporadas, para el momento en el que aparecen de nuevo, se muestra a Michiru viviendo ya con Haruka y Setsuna en una misma mansión (las tres juntas) para cuidar de una resucitada Hotaru. Es entonces que ellas cuatro empiezan a actuar en equipo, para combatir a Neherenia y luego, finalmente, a Sailor Galaxia; pero estas veces siempre al lado de Sailor Moon y de las Sailor Senshi del Sistema Solar Interno.
| Datos extra sobre Michiru |                         |
| Nombre real (japonés)     | Michiru Kaiō            |
| Nombre español            | Vicky Kaio              |
| Nombre latinoamericano    | Michiru Kaiō            |
| Nombre estadounidense     | Michelle Kaioh          |
| Fecha de nacimiento       | 6 de marzo              |
| Horóscopo                 | Piscis                  |
| Tipo de sangre            | O                       |
| Color favorito            | Azul marino             |
| Comida favorita           | Sashimi                 |
| Comida que odia           | Kikurake                |
| Pasatiempo                | coleccionar cosméticos  |
| Materia favorita          | Música                  |
| Materia que odia          | Ninguna                 |
| Habilidad especial        | Tocar el violín         |
| Le teme a                 | los pepinos de mar      |
| Sueño por cumplir         | Ser una gran violinista |

Michiru sabe tocar el violín, demostrando tal grado de destreza que con sólo dieciséis años de edad (en el momento en que aparece por primera vez) ya es conocida como una gran joven violinista de modesta fama internacional, que con frecuencia da sus propios conciertos. Tiene un gran sentido de la estética y en Sailor Moon S se señala que además dibuja y pinta cuadros, llegando a exponer algunos de ellos en galerías de arte. Considerada como el "modelo ejemplar" de muchacha mayor por varias de las Sailor Senshi del Sistema Solar Interno, Michiru también es diestra en la natación (al igual que Ami, alias "Sailor Mercury"), y (de manera similar a Sailor Mars) tiene un sexto sentido que le permite percibir o predecir el peligro; el cual canaliza por medio de su accesorio característico como Sailor Neptune: un espejo de mano que forma parte de los Tres Talismanes Legendarios, y que es conocido como el "Espejo de Aguas Profundas".
En algunas notas preliminares, la autora de la serie, Naoko Takeuchi, describió a Michiru como una muchacha reticente, de la que rara vez se puede saber lo que está pensando; pero cuya verdadera personalidad esconde "una bondad tan grande como el mar". En palabras de su creadora, ella es de talante más bien artístico, refinado y "manso", así como el tipo de mujer que en público sigue el ritmo de otros y cuida el orgullo de su pareja; por lo cual se establece un contraste que otros personajes describen como "atemorizante" por lo desmesurado (y que, ocasionalmente, apunta al humor de lo cómicamente absurdo) en las escenas en las que se la ve enojarse o alterarse con una "inusitada" intensidad inusual. Por otra parte, Takeuchi afirma que Michiru fue creada conjuntamente con el personaje de Haruka (Sailor Uranus), como un par de personajes "complementarios pero opuestos", y destinada desde el principio a luchar al lado de Sailor Pluto. Takeuchi ha dicho además que Michiru resulta, de alguna manera, una versión más calma de un personaje anteriormente creado por ella, la villana Esmeralda: "(Ella) da la sensación como si Esmeralda se hubiera calmado".
En la primera versión animada, hecha en los años 90, el personaje es mostrado de manera similar; aunque con algunas notables diferencias. En dicha adaptación, según comentarios del director Kunihiko Ikukara y el guionista Yōji Enokido, tanto ella como Haruka son dos Sailor Senshi con una actitud mucho más independiente e intransigente; cuyo alejamiento de la moral convencional las vuelve menos vulnerables a los engaños que otros jóvenes de su edad. Sin embargo, a veces, esto también conlleva el resultado de hacerlas parecer inmersas en su propio "mundo en común" (con una confianza plena únicamente entre ellas) y siguiendo sus propias reglas; a la vez que su conducta mucho más genuinamente descreída y mucho más calculadora e implacable, la cual se mantiene incluso tras la derrota de los Death Busters, provoca una cierta y persistente distancia (y frecuentes  diferencias de opinión) con las demás justicieras. Especialmente, en la constante reiteración de escenas en las que una y otra vez se ve a Michiru y Haruka intentar asumir (ellas solas) la árdua tarea de decidir si deben sacrificar las vidas de otras personas, además de la suya propia, cada vez que ambas creen que este es el único medio de garantizar el éxito de su misión.
El personaje de Michiru, en el anime de los 90, fue descrito por Megumi Ogata (la seiyū que daba vida a Haruka Ten'ō) como una especie de "onee-sama". En esta versión, Michiru también es interpretada como una popular joven violinista con una conducta elegante, madura y amable; pero aquí ella retiene siempre una actitud más distante, con un leve dejo de autosuficiencia en su coquetería, y al igual que Haruka exhibe un sentido del humor a veces sutil y otras cínicamente mordaz. Su fuerte amor propio hace que secretamente, en el fondo, no le agrade ser subestimada, ni tratada con demasiada condescendencia; aun cuando ello signifique que sus sentimientos puedan ser lastimados por los demás. De la misma manera, a ella también le desagrada tener que tratar a otras personas con "excesiva" deferencia. Este rasgo se ve reflejado en detalles de su historia de fondo; donde se explica que si bien Michiru es socialmente vista como una persona afable, no es particularmente dada a relacionarse, y parece evitar el intercambio social. La seiyū que dio vida a esta primera adaptación de Michiru, Masako Katsuki, por su parte, contó en varias ocasiones que los realizadores del programa le pedían que interpretara su voz conteniendo las emociones. La autora del manga original, Naoko Takeuchi, confesó haberse sentido estupefacta ante los cambios hechos a la personalidad de Michiru en esta primera serie animada; pero que se alegraba de que a los fanáticos aun así les hubiera gustado el personaje.

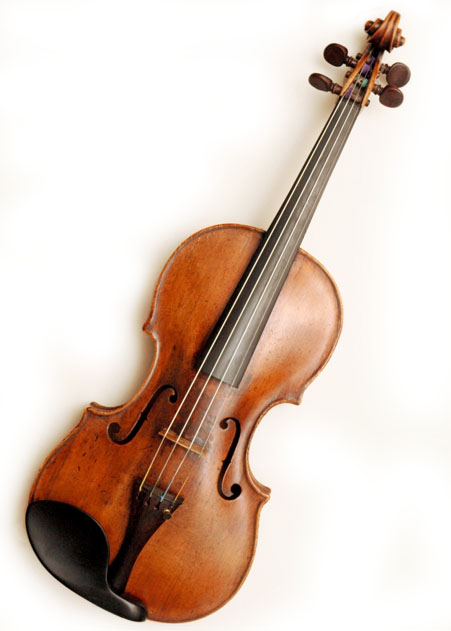
La afinidad de Michiru Kaiō para con la música se manifiesta en su talento para tocar el violín.

Los dos kanji en Kaiō, el apellido de Michiru, se traducen como "mar" (海 kai?) y "rey" (王 ō?); es decir "Rey del Mar". Juntos, a su vez constituyen gran parte del nombre del planeta Neptuno en japonés, Kaiōsei. El nombre Michiru por su parte está escrito en hiragana "michiru" (みちる michiru?); por lo que su significado no es inherente, aunque la palabra michiru en sí misma significa "elevarse". Las muñecas de este personaje que fueron vendidas por la compañía Irwin en Canadá en 1998 venían dentro de paquetes que les daban el nombre de "Nerissa".

### Relación con Sailor Uranus
En el transcurso de la historia, se muestra que Michiru, al igual que Haruka (Sailor Uranus), considera su misión de Sailor Senshi como un deber que debe cumplir por encima de todo. Ellas dos tienen más que una amistad muy íntima y, en el anime de los años 90, forman una pareja altamente compenetrada. Aunque su relación no es implícitamente sexual hasta más adelante, su relación romántica en todas las versiones de la historia es sugerida y comprendida como tal por otros personajes de la serie. También fue confirmada por Naoko Takeuchi, la autora del manga, de manera explícita en una convención en San Diego en 1998.

Michiru y Haruka, en su calidad de guerreras, inicialmente se distinguen de las otras justicieras por su modo de pelear, por su sangre fría y su manera más decisiva y experimentada de proceder durante las batallas. En el primer anime, por ejemplo, ellas suelen poner en marcha estratagemas que son concebidas como un secreto entre las dos, evitando compartir con el resto del equipo la verdadera naturaleza de sus planes hasta que éstos ya han sido puestos en práctica. Por otra parte, en Sailor Stars se menciona que Michiru es la única persona que puede correr a la misma velocidad que Haruka cuando esta última está bajo su identidad alterna de Sailor Uranus.

## Biografía
| “                                                                   | Formó parte de una nueva era, cuando la marea desata su furia en Neptuno; soy Sailor Neptune y entraré en acción. | ” |
| —Sailor Neptune, primera frase de presentación en la serie animada. | |   |

Los inicios de Michiru como "Sailor Neptune" sólo resultan explicados de manera detallada en la adaptación de la tercera temporada en el anime de los años 90. Allí se cuenta, por medio de un flashback, que este personaje fue una de las primeras guerreras del Sistema Solar Externo en recordar su vida pasada en el antiguo Milenio de Plata (sin contar a Setsuna Meiō, alias "Sailor Pluto"). Al igual que en el manga y en Crystal, se explica que cuando ya hacía algún tiempo desde que la malévola organización de los "Death Busters" (o Cazadores de la Muerte) había comenzado a infiltrar a seres extraterrestres en el planeta Tierra, Michiru repentinamente descubrió su propia identidad como la reencarnación de una antigua guerrera del Milenio de Plata, con la misión de continuar protegiendo el Sistema Solar en esta segunda vida; por lo cual su deber era combatirlos. Lo que hizo, entonces, fue establecer contacto con Haruka Ten'ō, otra renacida compañera que aún no había recordado su pasado como Sailor Uranus. Cuando por fin logró encontrarla, supo que Haruka era una corredora de carreras profesional y empezó a sentir gran admiración por ella. A partir de entonces iba a verla siempre en sus competencias deportivas. Una vez que Haruka también recordó su vida pasada, las dos pasaron a formar parte de un equipo inseparable, el equipo de Sailor Uranus y Sailor Neptune; al que posteriormente se agregarían Sailor Pluto y Sailor Saturn.
Más allá de las diferencias entre versiones, sin embargo, al momento de su aparición ella siempre se encuentra ya vigilando a las malévolas Brujas 5 con ayuda de Haruka, y ambas ya se dedican a combatir a este grupo bajo sus identidades alternas como Sailor Neptune y Sailor Uranus. Su propósito es evitar que las Brujas 5 y sus aliados, los Death Busters, logren que los seres extraterrestres se apoderen del planeta. Con el tiempo, se revela que Sailor Neptune posee uno de los tres talismanes que se necesitan para derrotar a estos seres. Este talismán es el "Espejo de Aguas Profundas". Los otros dos talismanes son la "Espada del Espacio" de Sailor Uranus y la "Piedra de Granate" en el báculo de Sailor Pluto. Cuando se reúnen la Espada del Espacio, el Espejo de Aguas Profundas y la Piedra de Granate, estos talismanes pueden invocar el Santo Grial o Copa Lunar, un objeto que otorga a Sailor Moon nuevos poderes para vencer a las Brujas 5 y a los Death Busters.
Por otra parte, Sailor Neptune y Uranus al mismo tiempo intentan, desde un principio, encontrar a la renacida Sailor Saturn (la guerrera de la destrucción), quien ha reencarnado también en el siglo XX. Según ellas creen, Sailor Saturn podría destruir el mundo si, al igual que ellas, recupera los recuerdos y poderes de su vida pasada. Sólo en el manga y en Sailor Moon Crystal se explica, por otra parte, que si bien los talismanes de Sailor Neptune, Uranus y Pluto pueden ayudar a crear la Copa Lunar (igual a como sucede en el primer anime); su propósito original es el de invocar a esta guerrera devastadora (Sailor Saturn): un poder especial que al principio Sailor Neptune teme. Además, aunque en la trama equivalente del primer anime (Sailor Moon S) Neptune no se entera hasta mucho más tarde de que ella lleva ese talismán consigo, en las versiones del manga y de Crystal ella siempre está consciente de ello, e incluso hace uso del espejo mucho antes de que Sailor Moon se entere de que este objeto es un talismán.

### Reunión con las otras Sailor Senshi
En las versiones del manga y de Crystal, la primera persona del grupo de Usagi Tsukino en conocer a Michiru es el novio de Usagi, Mamoru Chiba. Un día, Mamoru accidentalmente tropieza con Michiru a la entrada de un salón de videojuegos, causando que a ella se le caiga al suelo un espejo que llevaba consigo. Este espejo es el Espejo de Aguas Profundas. Mientras él muy amablemente lo recoge para devolvérselo, Michiru advierte que él tiene unos ojos muy nobles, y que esto probablemente signifique que fue un príncipe en una existencia previa. Extrañado, Mamoru le pregunta cómo es que ella es capaz de saber esas cosas, y ella le dice que su espejo es un espejo mágico capaz de revelar las identidades de las vidas pasadas. Luego le muestra a Mamoru su propio reflejo en el espejo, pero lo que Mamoru ve allí reflejado no es a sí mismo, sino el rostro del príncipe Endymion; es decir del antiguo príncipe que él mismo habría sido en su anterior vida. Es entonces cuando Haruka, quien acaba de conocer a Usagi y sus amigas en el interior del salón de videojuegos, sale y se reúne con Michiru para marcharse juntas.

El símbolo astronómico de Neptuno es el símbolo de Sailor Neptune en la serie.

Más tarde, también en el manga, Michiru vuelve a encontrarse con Mamoru en la calle y le regala unas entradas para ir a ver un concierto donde ella tocará el violín. Usagi los ve hablando y siente celos de Michiru, mientras que Mamoru siente celos después cuando ve a Haruka coqueteando con Usagi. Sin embargo, gracias a la ayuda de Chibiusa, Usagi y Mamoru al final encuentran oportunidad para hablar y explicarse mutuamente que no hay motivos para desconfiar el uno del otro.
Cuando Michiru adopta la identidad de Sailor Neptune, ella se mantiene al principio alejada del resto de las Sailor Senshi (Sailor Moon y sus amigas; Sailor Mercury, Mars, Jupiter y Venus); al igual que Sailor Uranus. A pesar de que ambas justicieras constantemente se presentan, de manera repentina, cada vez que Sailor Moon y las demás deben enfrentar a las Brujas 5, ninguna de las dos parece dispuesta de revelarles a éstas los detalles de su verdadera misión, o el secreto de su identidad. A pesar de ello, las sospechas de Sailor Moon y su grupo se acrecientan hasta que, finalmente, son capaces de confirmar que Sailor Uranus y Sailor Neptune son, evidentemente, sus nuevas conocidas, Haruka y Michiru.
Este par de guerreras, asimismo, repetidamente demuestra poseer métodos, estrategias y formas de pensar diferentes a los de Sailor Moon y sus amigas, las cuatro Sailor Senshi del Sistema Solar Interno. Esta es la razón por la cual, en numerosas ocasiones, expresan su deseo de mantener distancia.
Al final, cuando se descubre que la reencarnación de la antigua Sailor Saturn es una joven llamada Hotaru Tomoe, ésta al final se convierte en su aliada y les ayuda a derrotar a los extraterrestres. Después Hotaru muere y regresa al poco tiempo como una bebé recién nacida a la que Sailor Uranus, Neptune y Pluto toman bajo su cuidado. A partir de entonces, Hotaru se convierte en la hija adoptiva de ellas tres y vuelve a crecer y a asumir la identidad de Sailor Saturn para pelear a su lado cada vez que se enfrentan a un nuevo enemigo. 
Luego de la derrota de las Brujas 5 y los Death Busters, Sailor Neptune y las otras tres Sailor Senshi del Sistema Solar Externo (Uranus, Pluto y Saturn) ayudan a Sailor Moon y a sus amigas a derrotar a otros dos antagonistas, la reina Neherenia y finalmente Sailor Galaxia. Sailor Galaxia y sus seguidoras logran matar a algunas de las Sailor Senshi del Sistema Solar, entre las que se encuentra Sailor Neptune. A pesar de eso, una vez que Sailor Moon logra vencer a Sailor Galaxia, Sailor Neptune y las demás son resucitadas gracias al poder de sus semillas estelares o cristales sailor.

## Aspectos y Formas
Debido a que Michiru Kaiō es un personaje con diferentes encarnaciones, poderes especiales y transformaciones, y una vida más larga de lo normal que abarca desde la era del Milenio de Plata hasta el siglo XXX, ella asume diferentes aspectos e identidades a medida que la serie avanza.

### Sailor Neptune
Es la identidad de Michiru como guerrera Sailor Senshi. Al igual que el resto de las justicieras del equipo, lleva un uniforme similar a un sailor fuku y combate el mal por medio de una facultad mística conectada con un planeta o astro específico.

Imagen de las partes del uniforme de Sailor Neptune

El uniforme de Sailor Neptune se destaca por tener el cuello de marinero, la falda y las botas de color turquesa (o verde oscuro), además de sus moños de color azul. Aparte de formar un grupo con Sailor Uranus, Sailor Pluto y Sailor Saturn, Sailor Neptune es una de las ocho guerreras que siguen a Sailor Moon, la protagonista, y se define a sí misma como la "Guerrera de la Aceptación" (a veces llamada también "Guerrera de la Afinidad"), quien lleva la protección de Neptuno, el cual es denominado como "el planeta del mar" o "planeta de Aguas Profundas". En la versión al español, la misma presentación es a veces traducida como la "Guerrera de las Aguas, protegida por el planeta de las Profundidades Marinas". Junto a sus compañeras Sailor Pluto, Uranus y Saturn, Sailor Neptune es una de las cuatro guerreras del Sistema Solar Externo que desde tiempos antiguos han protegido al reino del Milenio de Plata de amenazas del espacio exterior, y se destaca por llevar uno de los Tres Talismanes Legendarios: el "Espejo de Aguas Profundas"; con el cual puede ver reflejos premonitorios de sucesos futuros o distantes (además de realizar varias técnicas de ataque).
A medida que se hace más fuerte mientras avanza la serie, Sailor Neptune obtiene poderes adicionales. En ciertos momentos clave, su uniforme cambia para reflejar esto, adoptando apariencia similar al uniforme de Sailor Moon. La primera vez que ella y las demás reciben nuevos poderes, éste adopta una apariencia similar al de Super Sailor Moon, y la segunda vez (sólo en el manga, en Eternal y en Cosmos) una similar al de Eternal Sailor Moon.

#### En el Milenio de Plata
Michiru es, como el resto de las protagonistas, la reencarnación de una de las ocho guerreras que vivieron para proteger este reino en su vida pasada. En esos tiempos, cada planeta del Sistema Solar poseía una guerrera Sailor Senshi que lo protegía, y todas estas guerreras se unían para proteger en conjunto a todo el Sistema Solar. A su vez, las guerreras se subordinaban a la autoridad de la dinastía real del Milenio de Plata, es decir la familia real de la Luna, quienes eran los guardianes más abnegados y poderosos de todo el Sistema.
Según el anime de Sailor Moon S, en su vida anterior como Sailor Neptune, Michiru vivía en el Milenio de Plata junto a sus compañeras, las otras guerreras. Una vez que este reino fue destruido, todas renacieron en la Tierra del siglo XX junto con Serenity, la princesa del Milenio de Plata, y su corte. 

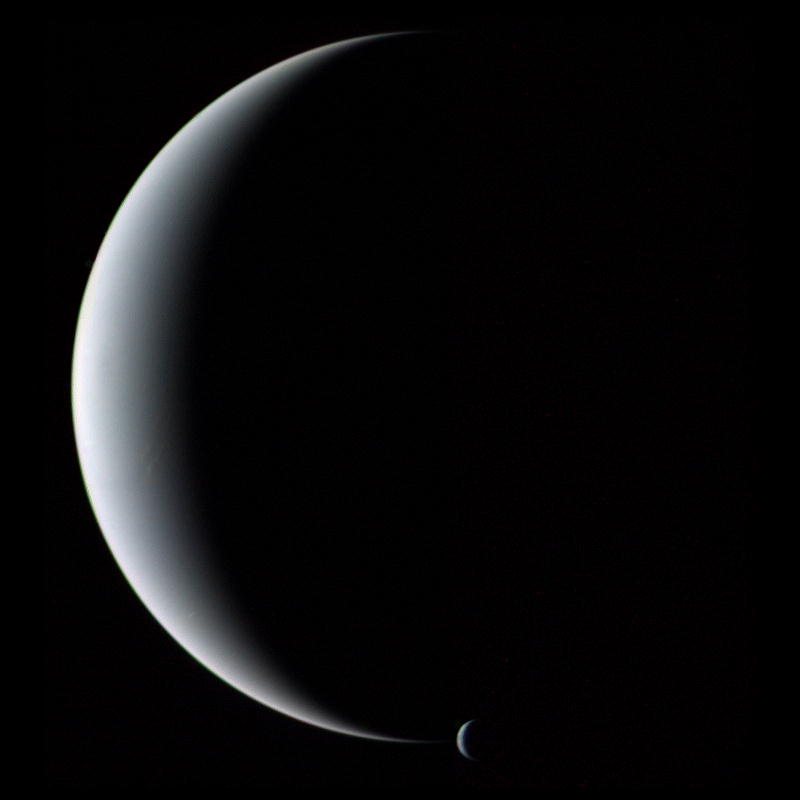
Neptuno, el planeta natal de Sailor Neptune.

En el manga y en Sailor Moon Crystal, en cambio, Sailor Neptune al igual que Sailor Uranus, Pluto y Saturn (las cuatro guardianas del Sistema Solar Externo) no vivían en el Milenio de Plata, sino que lo protegían, así como también al resto de los planetas del Sistema, desde la distancia. Mientras que Sailor Pluto estaba custodiando la Puerta del Tiempo y Sailor Saturn se encontraba sumida en un sueño perpetuo hasta que se requiriera su presencia, Sailor Uranus y Sailor Neptune se hallaban vigilando las fronteras del Sistema Solar desde sus planetas respectivos, Urano y Neptuno. Tanto en el manga como en las versiones de anime, se dice que ellas vigilaban que ningún invasor entrara desde afuera a atacar al resto de los planetas, incluida la Tierra, o a atacar el reino del Milenio de Plata que se encontraba en la Luna.  
También se cuenta en el manga que Sailor Uranus y Neptune, al igual que Sailor Pluto, estaban obligadas a permanecer siempre en actitud de vigilancia en sus planetas o lugares designados. A pesar de que ellas se encontraban siempre lejos, vigilando esos lugares, el Milenio de Plata era el lugar que consideraban como su verdadero hogar y patria. Como no podían abandonar sus puestos, estas tres nunca podían reunirse en el mismo planeta, ni tampoco conocer a la princesa Serenity (hija de la reina Serenity) y a las otras cuatro guerreras, que vivían en el reino lunar. Pero cuando la entidad conocida como  Metalia provocó una gran guerra entre la Tierra y la Luna, cada uno de los talismanes que ellas poseían comenzaron a resonar. Fue en ese momento que Sailor Pluto, Uranus y Neptune se pudieron reunir en un mismo planeta. Sin saberlo, sus tres talismanes invocaron a Sailor Saturn, quien despertó y apareció por primera vez ante ellas para acabar de destruir lo que quedaba de vida en los planetas del Sistema Solar.

#### En la historia de Sailor Moon
Una vez ocurrido esto, las guerreras del Sistema Solar Externo no debían renacer en el mismo planeta para que sus talismanes no pudieran volver a resonar e invocar de nuevo a Sailor Saturn.  Sin embargo las almas de Sailor Uranus, Neptune y Saturn, y más tarde también Sailor Pluto, fueron enviadas a reencarnar en el futuro, en la Tierra del siglo XX. Una vez reencarnada como persona normal con el nombre de Michiru Kaiō, la renacida Sailor Neptune conoce a Haruka Ten'ō quien es la reencarnación de Sailor Uranus, y juntas recuperan la memoria y poderes de su vida anterior como Sailor Senshi. A partir de entonces ellas hacen todo lo posible por proteger al planeta Tierra de cualquier amenaza. Incluso se proponen por algún tiempo eliminar a Hotaru Tomoe, la reencarnación de Sailor Saturn, antes de que ella también recupere sus antiguos recuerdos y poderes para destruir el mundo una vez más. A pesar de esto, al final Saturn no destruye el mundo sino que se convierte en su aliada. Es a partir de entonces que Pluto, Uranus, Neptune y Saturn, las cuatro guerreras del Sistema Solar Externo, se reúnen para pelear juntas y combatir el mal al lado de la protagonista, Sailor Moon.

### Princesa Neptune
En el manga, al igual que a las demás guerreras, se representa a Sailor Neptune como princesa de su planeta de origen desde los tiempos del antiguo Milenio de Plata. Como princesa, posee un palacio real en el planeta Neptuno, denominado castillo "Tritón", y recibe el nombre de Princesa Neptune o Princesa Neptuno. Para identificarse oficialmente como la princesa de su planeta, ella lleva un vestido de color verde oscuro -- Michiru aparece de este modo en el Acto 41 del manga original, en materiales adicionales y en Sailor Moon Eternal.

## Poderes

### Frases de transformación
Las siguientes son las frases que Michiru Kaiō  pronuncia al transformarse en Sailor Neptune:

### Otras habilidades
Las siguientes son algunas habilidades adicionales que Sailor Neptune sólo mostró en el manga, y no en la primera adaptación de anime: 

## Canciones
«Unmei wa Utsukushiku» (Destino tan bello) - de Sailor Moon Super
Escritor: Shiramine Mitsuko
Compositor: Tsuno Gouji
Cantante: Katsuki Masako - Sailor Neptune
Letra: Unmei wa Utsukushiku
«Senshi no Omoi» (Sentimientos de guerrero) - de Sailor Stars
Escritor: Takeuchi Naoko
Compositor: Ikematsu Takashi
Cantante: Katsuki Masako - Sailor Neptune
Letra: Senshi no Omoi